# Johannes Gaspar Scheuchzer
Pour les articles homonymes, voir Scheuchzer.

Johannes Gaspar Scheuchzer, Bibliothèque de l'ETH de Zurich

Johannes Gaspar Scheuchzer (1684–1738) était un médecin et botaniste suisse.

## Biographie
Johannes Scheuchzer est né à Zurich. Il était le fils du médecin de cette ville, Johann Jakob Scheuchzer et le frère cadet de Johann Jakob Scheuchzer. En raison de la mort prématurée de son père, il a grandi sous l'influence de son frère aîné et l'a accompagné dans ses voyages. En 1703, il entra au service de l'armée néerlandaise. Il y a rencontré Luigi Ferdinando Marsigli, l'a accompagné lors de ses voyages en Suisse, aux Pays-Bas et en Angleterre, et a finalement travaillé à Bologne comme secrétaire. En 1705, il a écrit un traité sur la stratification des montagnes pour l'académie fondée par Marsigli (connue sous le nom d'Accademia Clementina à partir de 1711). À Bâle, il a été promu docteur en médecine le 20 janvier 1706. En 1708, il devient membre de l'Académie allemande des sciences Leopoldina et publie son premier ouvrage extensif sur Agrostographiae Helveticae, une herbe de Suisse, l'un des premiers ouvrages portant sur l'agrostologie (étude des graminées).
Scheuchzer retourna à Zurich. Il a cherché en vain à obtenir une chaire à Bologne et a dû gagner sa vie en tant que marchand. De 1710 à 1712, il était encore en Hollande, cette fois en tant que médecin militaire. Il a servi en tant que médecin pendant la guerre de Toggenburg (la guerre civile suisse de 1712). Dans les années suivantes, il a cherché, en vain, à obtenir le poste de professeur à Bâle, Padoue et Zurich. En juin 1723, le grand conseil de la ville de Zurich l'a nommé landgrave du comté de Baden. Après la mort de son frère, il est devenu son successeur en tant que médecin de la ville de Zurich en 1733. Il devint professeur de physique au Carolinum. Carl von Linné a nommé, en son honneur, le genre Scheuchzeria de la famille des plantes à fleurs Scheuchzeriaceae,.

## Publications
- Dissertatio de usu historiae naturalis in medicina, 1706
- Commentariolus de thermis Fabariensibus, 1707
- Agrostographiae Helveticae prodromus, sistens binas Graminum Alpinorum hactenus non descriptorum, & quorundam ambiguorum decades. Zürich, 1708
- Schediasma de montium origine, 1709
- Operis agrostographici idea, seu, Graminum, juncorum; cyperorum, cyperoidum, iisque affinium methodus. Zürich, 1719
- Agrostographia sive graminum, iuncorum, cyperorum, cyperoidum, iisque affinium historia. Zürich, 1719